# Безиков
Бе́зиков (укр. Безиків) – село, расположенное на территории Городнянского района Черниговской области (Украина). Расположено в 27 км на юго-запад от райцентра Городни. Население — 29 чел. (на 2006 г.). Адрес совета: 15143, Черниговская обл., Городнянский р-он, село Буровка, ул. Центральная,22а , тел. 3-37-19. Ближайшая ж/д станция — Городня (линия Гомель-Бахмач), 31 км; Замглай (линия Гомель-Чернигов), 20 км (частично через лес по грунтовым дорогам).